# エボシガイ
エボシガイ（烏帽子貝、学名：Lepas anatifera）は、固着性の甲殻類の一種。蔓脚類（広義のフジツボ類）に分類される。流木などに付着し、海面を漂って生活する。

## 形態
体は5枚の白い殻板に覆われた頭状部と、殻板のない柄部からなる。殻板は白くて表面はなめらかだが、成長線と呼ばれる筋がある。頭状部の大きさは2cmから5cmほど。殻板の中には他の蔓脚類と同じく、蔓脚がある。柄部は肌色・ベージュ色で細長く、長さは個体によって異なるが、10cmを超えることもある。また柄部は伸縮するため、ときには30cmほどにまで伸びるとされる。

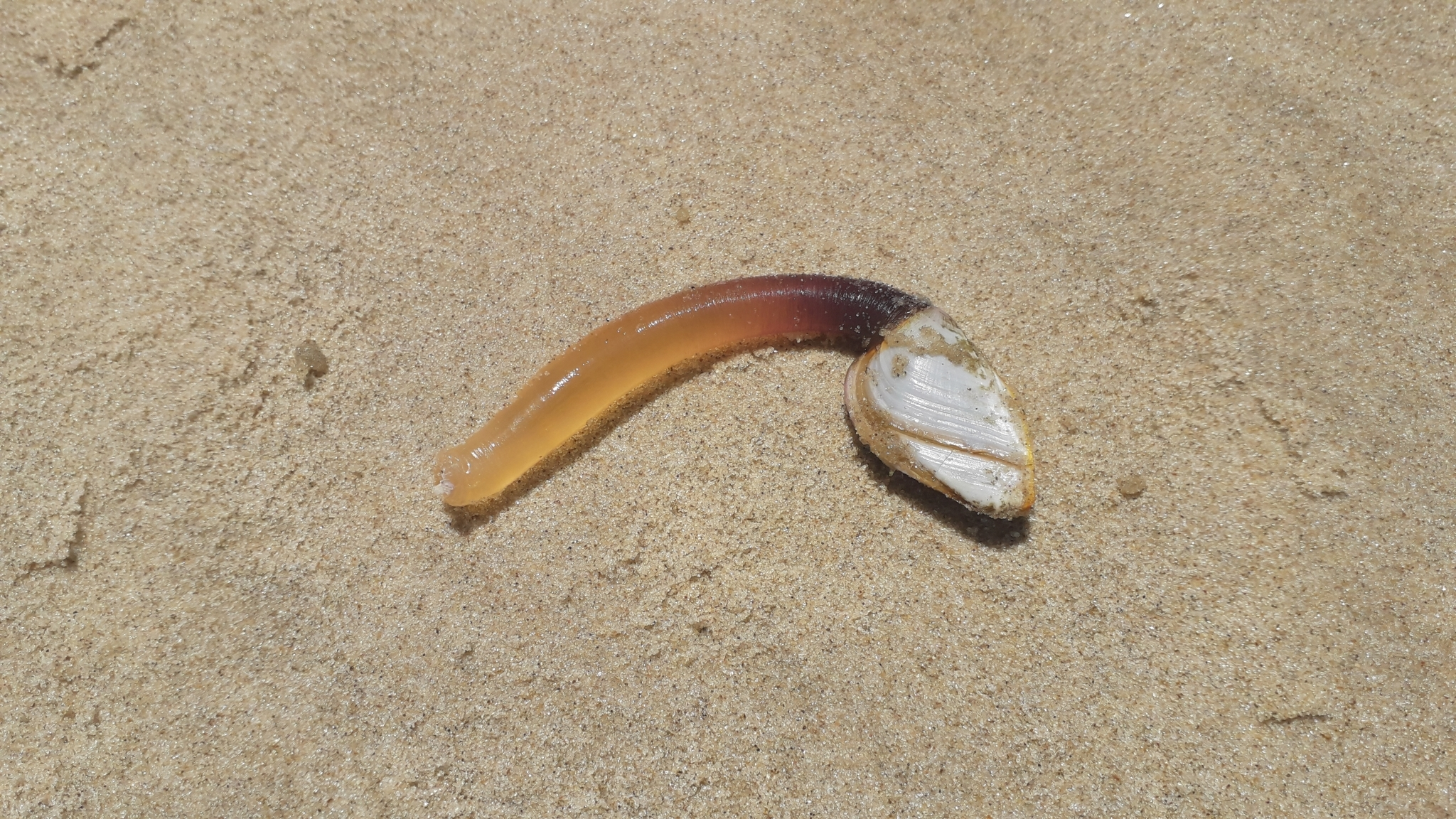
エボシガイの個体
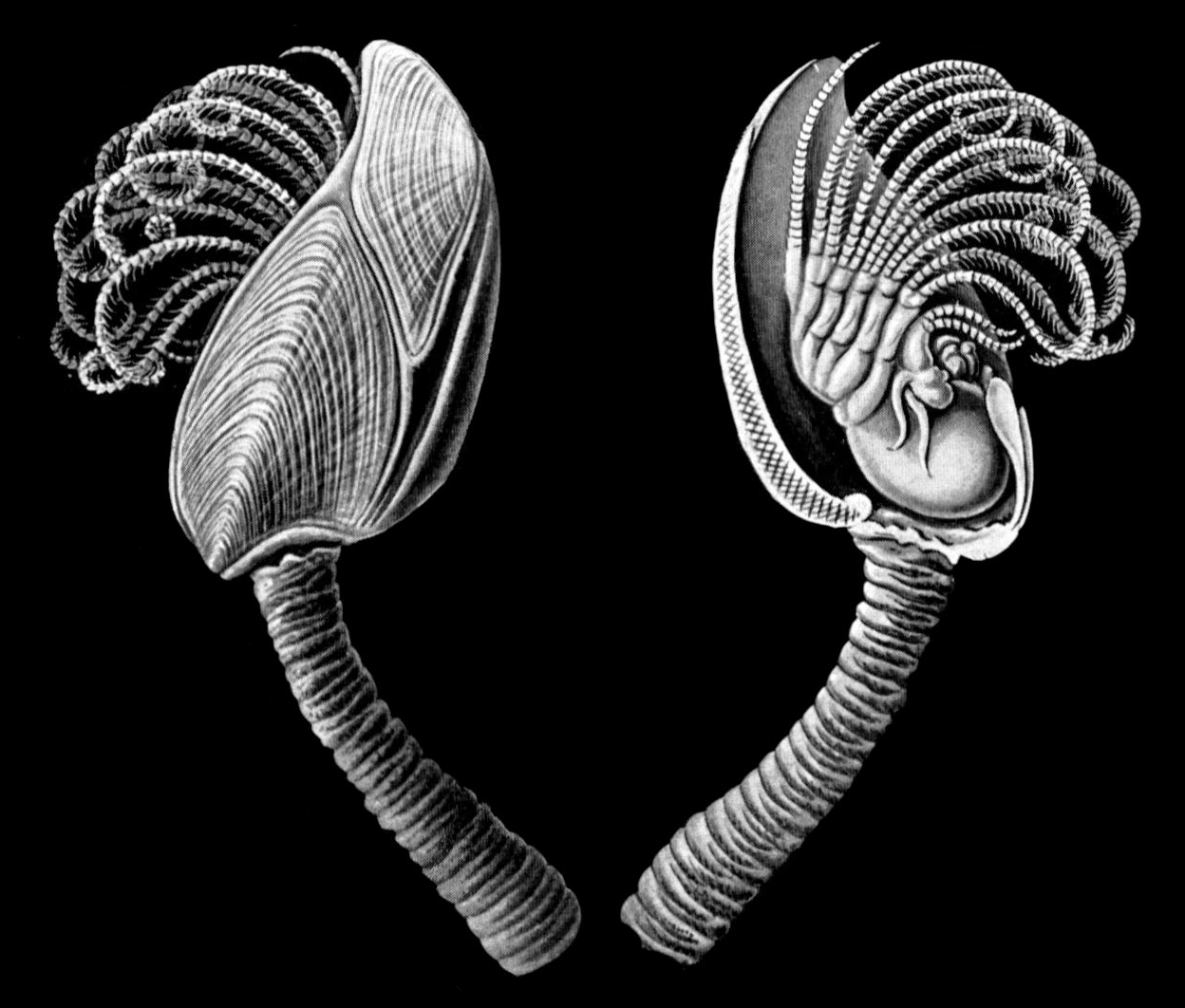
ヘッケルによるスケッチ
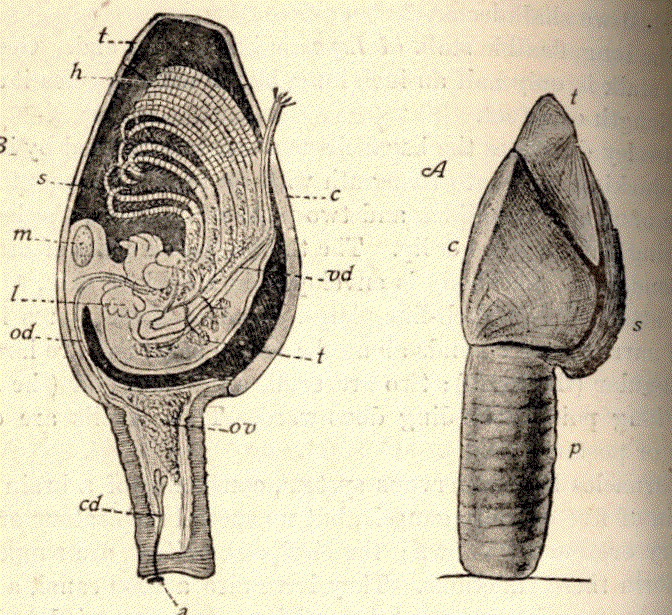
エボシガイの解剖図

## 生態と分布
流木などの漂流物や船底に集団で付着して生活し、全世界の海洋に広く分布する 。他の固着性生物に比して外洋性が強い場所での漂流物への付着が見られ、沿岸域ではあまり見られない。漂流物とともに海岸に流れ着き、漂着物として採集されることもある。
蔓脚を用いて小型のプランクトンを食べる。雌雄同体だが自家受精はせず、陰茎を通じて他個体に精子を渡して繁殖する。

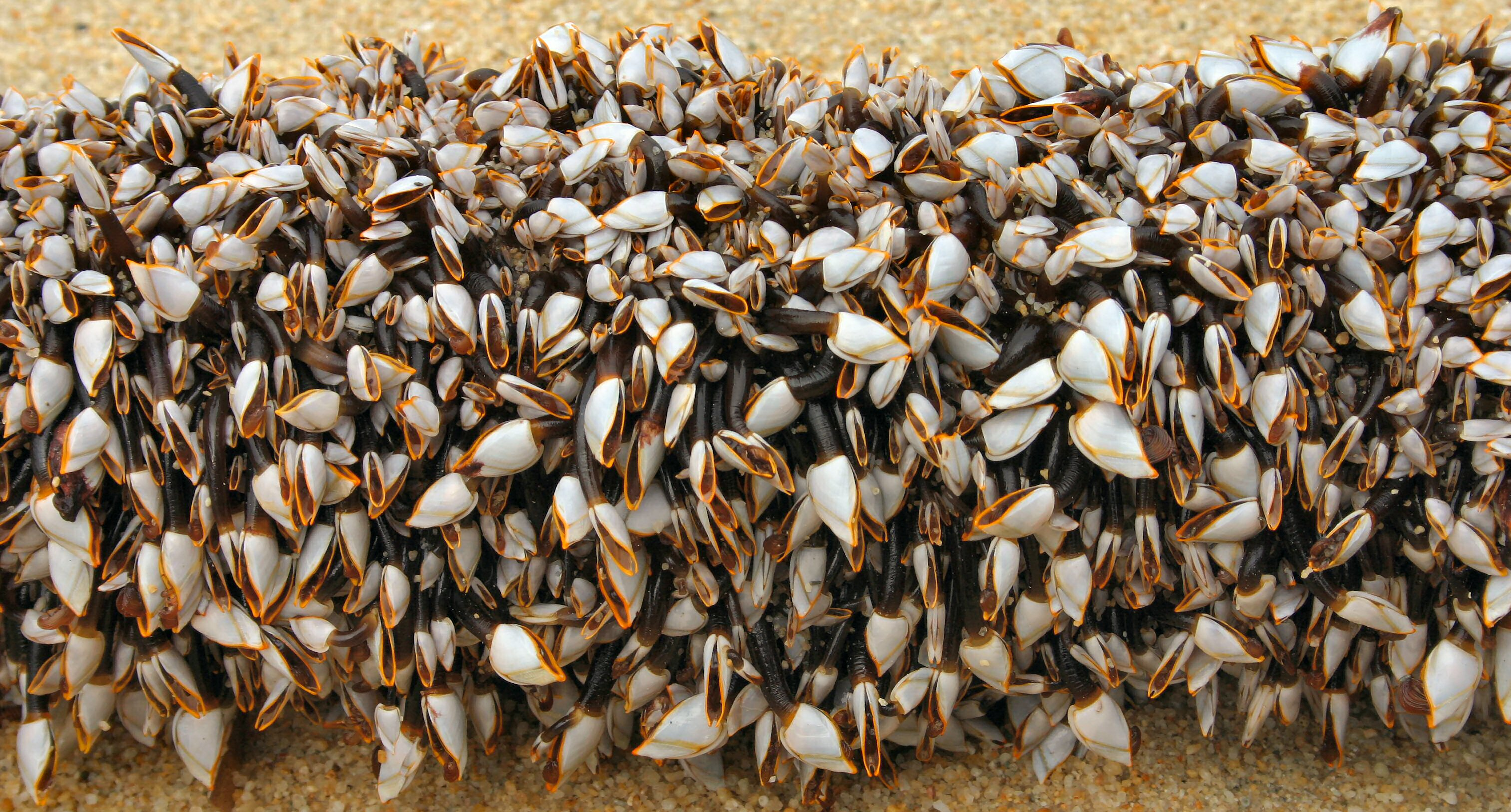
エボシガイの群生
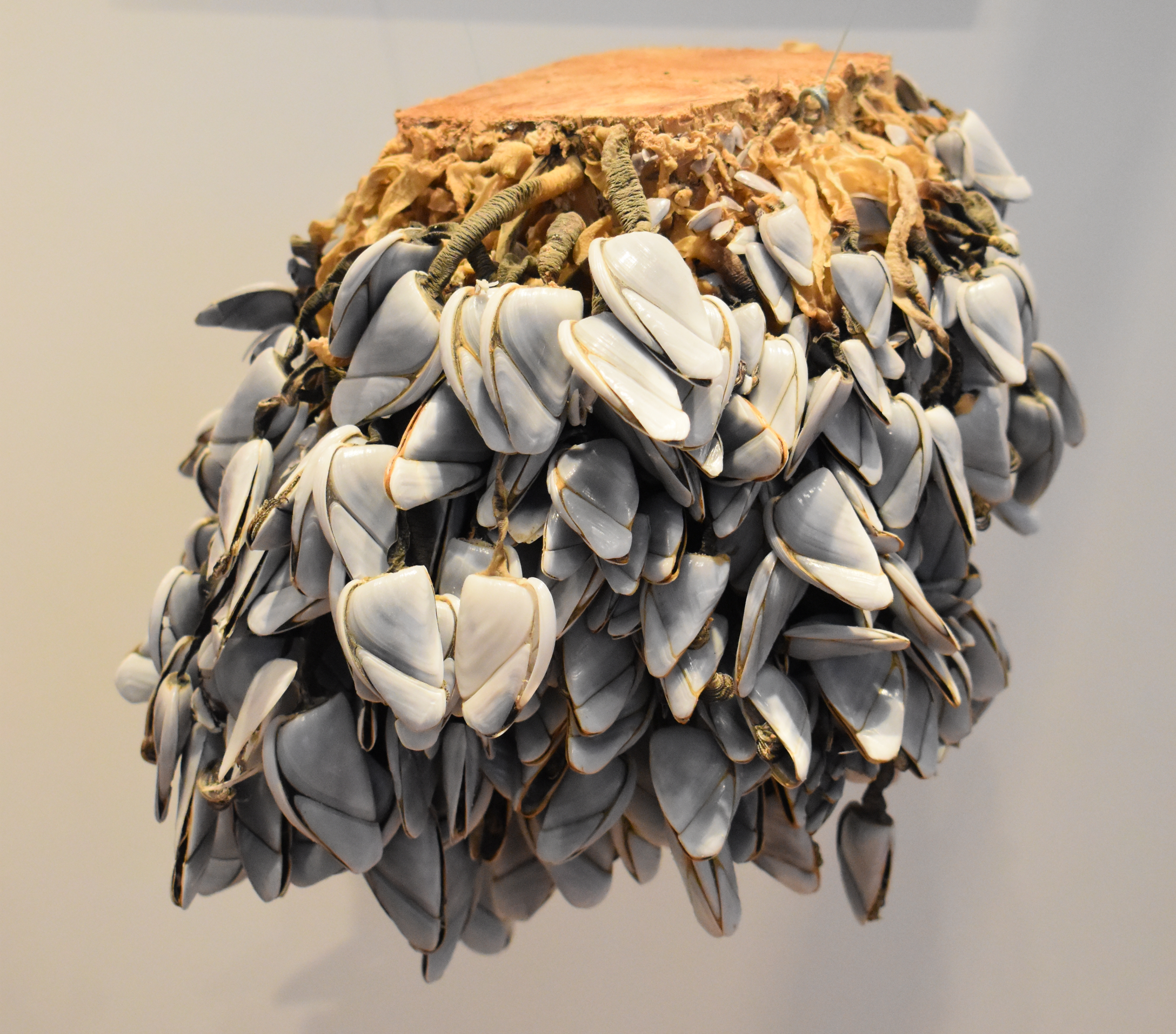
木片に附着した群生
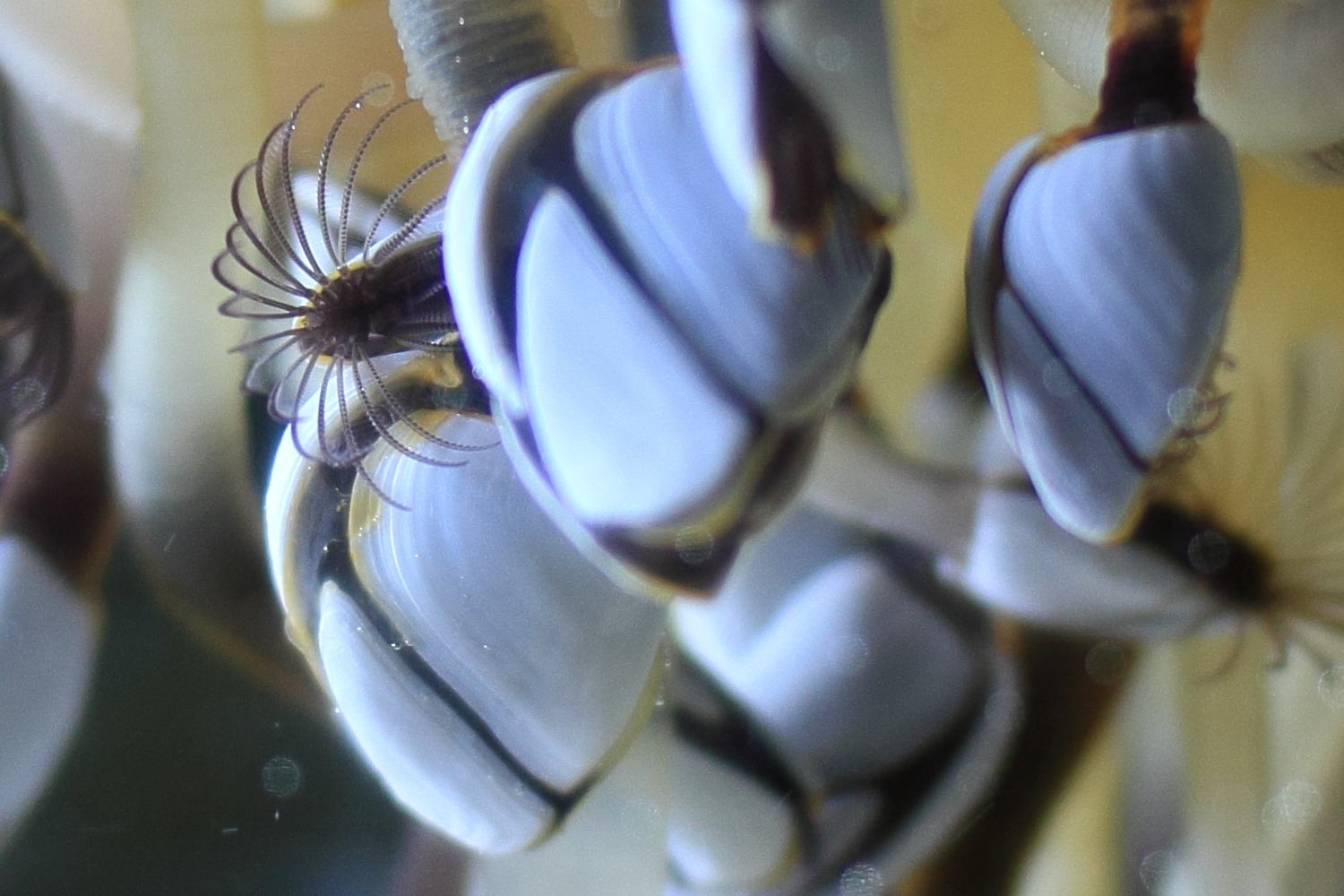
蔓脚を伸ばしたエボシガイ

## 分類
節足動物門・甲殻亜綱の1群である蔓脚類に分類される。蔓脚下綱（亜綱とされることも）は3つの上目（超目）からなるが、エボシガイ類はフジツボ類とともに完胸上目（超目）に含まれる。完胸上目はさらに柄部を持つ有柄目と持たない無柄目に二分され、エボシガイを含むエボシガイ亜目は前述の通り柄部を持つので、有柄目の1群である。本種はそのなかでもエボシガイ科・エボシガイ属に分類される
。
エボシガイ属には本種の他に、同じく漂流物に付着するカルエボシなどが含まれる。エボシガイ科にはエボシガイ属以外に5つの属（うち1つは絶滅している）が含まれ、クラゲに付着するクラゲエボシ、ウオジラミ類に付着するスジエボシなどさまざまな生態を持つ種が含まれている。

## 名称

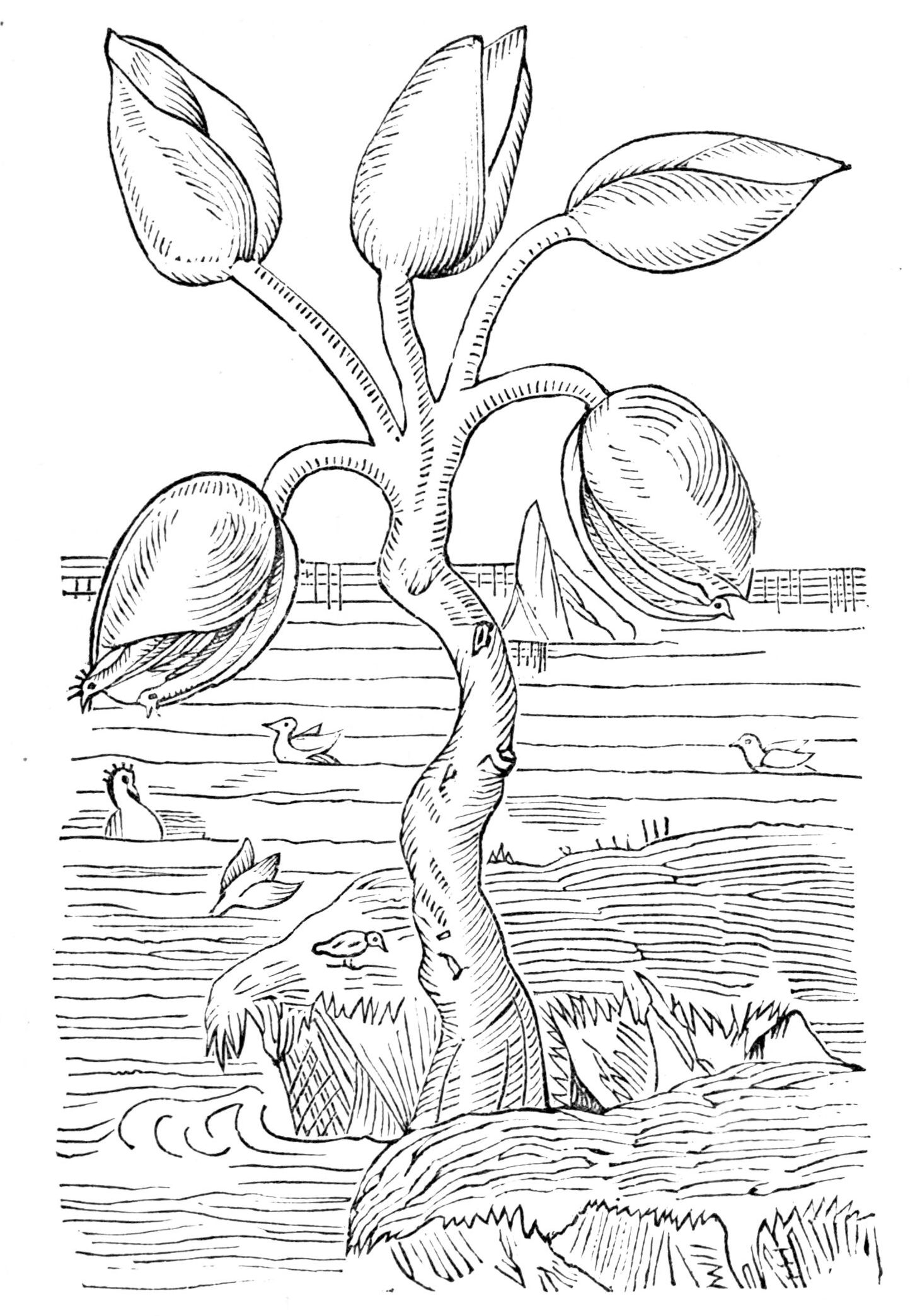
エボシガイの木からガンが生まれる様子を表現する絵画

和名は、頭状部のかたちが烏帽子に似ていることから。
エボシガイ属の学名 Lepas はカサガイを指すギリシャ語で、リンネがこの仲間を貝類とみなしていたことに由来する。種小名 anatifera はラテン語で「カモを産む」という意味。同属のカルエボシの種小名 anserifera も「ガンを産む」という意味である。これらの名前は、中世ヨーロッパでエボシガイ類がガンやカモの卵であると信じられていたために名付けられた。この仲間を英語で goose barnacle と呼ぶのも同じ迷信に由来する。特に繁殖地が北極付近にあるカオジロガンは長い間、ヨーロッパでエボシガイ類から成長したものだと思われていた。